# Keszend
Keszend (Chisindia) település Romániában, a Partiumban, Arad megyében.

## Fekvése
A Hegyes-Dócsa-hegység északi lejtői alatt, Borossebestől, és Kövedtől délkeletre fekvő település.

## Története
Keszend nevét 1350-benemlítette először oklevél Kuzynd, majd Kewzend néven.
1574-ben Közönd, 1808-ban Kiszindia, 1913-ban Keszend néven írták.
1350-ben a Csolt nemzetségből származó Gerlai Ábrahámfi család tagjainak birtoka volt.
1363-ban I. Lajos király a Gerlai Ábrahámfiak Keszend nevű aranymosóhelyének tulajdonjogáról rendelkezett.
1471-ben Gerlai Ábrahámfi Bálint egy oklevél szerint zálogba adta Muronyi Vér Andrásnak Köszend, Agyagbel, Kisagyagbel, Selestje, Bavara, Albosfalva, Korcsomarosfalva, Eperjes, Kerva, Albopataka nevű birtokrészeit.
1851-ben Fényes Elek írta Keszendről: "...10 katolikus, 1364 óhitű lakossal, anyatemplommal. Határa igen nagy, de bérczes, sovány, erdeje roppant; patakjaiban pisztrángot fog; van szűrkallója is."
1910-ben 1915 lakosából 21 magyar, 1890 román volt. Ebből 1889 görögkeleti ortodox volt.
A trianoni békeszerződés előtt Arad vármegye Borossebesi járásához tartozott.